# Hans-Günter Rolff
Hans-Günter Rolff (* 19. Oktober 1939 in Hannover) ist ein deutscher Erziehungswissenschaftler und emeritierter Professor für Schulpädagogik der Universität Dortmund. Er hat zu Beginn im Bereich der Sozialisation und dann in der Schulentwicklungsforschung und Schulentwicklung gearbeitet.

## Biografie
Rolff legte 1959 an der Scharnhorstschule in Hildesheim das Abitur ab. Nach dem Studium der Soziologie an der FU Berlin war er wissenschaftlicher Mitarbeiter am Max-Planck-Institut für Bildungsforschung und 1968 bis 1970 Referent und dann Planungsleiter des Berliner Schulsenators. 1973 gründete er das Institut für Schulentwicklungsforschung der Universität Dortmund. Ferner arbeitete er im Experimentalausschuss des Deutschen Bildungsrates. Von 1970 bis zur Emeritierung 2005 hatte er die Professur für Schulpädagogik in Dortmund inne. Rolff war außerdem Visiting-Professor an der Stanford University und hatte Gastprofessuren an den Universitäten in Wien, Graz, Klagenfurt und Zürich.
Rolff arbeitete als Fachgutachter der Deutschen Forschungsgemeinschaft. Er war Sprecher der Sektion Erziehungssoziologie bei der Deutschen Gesellschaft für Soziologie und saß der Kommission Bildungsorganisation, -planung und -recht bei der Deutschen Gesellschaft für Erziehungswissenschaft vor. Bei der Hans-Böckler-Stiftung arbeitete Rolff als Vertrauensdozent.
Rolff erstellte eine Reihe von Schulentwicklungsplänen für deutsche Städte und Landkreise, darunter Berlin, Frankfurt am Main und Düsseldorf. Daneben arbeitet der Wissenschaftler langjährig in der Fortbildung von Lehrern, Schulleitern, Schulentwicklungsbegleitern und der Schulaufsicht sowie in der fachlichen und praktischen Begleitung von Einzelschulen und Schulbehörden. In Nordrhein-Westfalen gehörte Rolff dem Beirat „Zukunft der Schule“ des Ministerpräsidenten an und initiierte einen Qualitätspreis; in Niedersachsen war er Mitglied des Bildungsrats.
Rolff unterstützte die Umstrukturierung des Oberstufen-Kollegs Bielefeld und war Pate der Grundschule Kleine Kielstraße aus Dortmund, die den Hauptpreis des Deutschen Schulpreises 2006 gewann. Im Jahre 2005 gründete er die Dortmunder Akademie für Pädagogische Führungskräfte, deren wissenschaftlicher Leiter er war. Er ist auch wissenschaftlicher Leiter des Master-Fernstudiengangs Schulmanagement der Technischen Universität Kaiserslautern.
Rolff entwickelte ein Grundmodell zum Pädagogischen Qualitätsmanagement (PQM) und begleitete es im Auslandsschulwesen.
Er evaluierte das INIS (International Network of Innovative Schools), die niedersächsischen Qualitätsnetzwerke sowie gemeinsam mit Johannes Bastian das Modellvorhaben Schule & Co. – Stärkung von Schulen im kommunalen und regionalen Umfeld in Nordrhein-Westfalen. Ferner konzipierte er eine Meta-Evaluation des Zürcher QUIMS-Netzwerkes („Qualität in multikulturellen Schulen“). Ebenfalls in Nordrhein-Westfalen arbeitet Rolff als Co-Leiter der wissenschaftlichen Begleitung des Modellvorhabens Selbstständige Schule.
Rolff begründete und leitete das multinationale Netzwerk Schulentwicklung (zuvor „Organisationsentwicklung von Schulen“), an welchem sich Deutsche, Österreicher und Schweizer beteiligen. Ferner ist er Mitbegründer des deutsch-österreichisch-schweizerischen Netzwerkes Systemsteuerung und Schulentwicklung.

## Auszeichnungen
Rolff hat 2011 das Bundesverdienstkreuz 1. Klasse erhalten.

## Werke (Auswahl)
- Sozialisation und Auslese durch die Schule, 1967ff, ISBN 3-7799-1039-X
- Studien zu einer Theorie der Schulentwicklung, 2007, ISBN 3-407-32073-6
- Wandel durch Selbstorganisation, 1995, ISBN 3-7799-1011-X
- Qualität mit System (Hrsg.), 2011, ISBN 978-3-556-06010-0
- Führung, Steuerung, Management, 2010, ISBN 978-3-7800-1067-4
- Handbuch der Unterrichtsentwicklung, 2015, ISBN 978-3-407-83184-2
- Schulentwicklung kompakt – Ein Lehrbuch, 2016, ISBN 978-3-407-25732-1
- Schulleitung auf den Punkt gebracht, 2016, ISBN 978-3-95414-073-2